# Fanfare voor Louisville
De Fanfare voor Louisville is een compositie van Witold Lutosławski en is verbonden met zijn Symfonie nr. 3.
Deze symfonie werd voor het eerst uitgevoerd door het Chicago Symphony Orchestra onder leiding van Georg Solti op 29 september 1983. De symfonie ging vervolgens de gehele wereld over. Op 15 maart 1985 mocht de Poolse componist van de Universiteit van Louisville de Grawemeyer Award for Composition in ontvangst nemen. Een half jaar later dirigeerde Lutosławski het Louisville Orchestra in een uitvoering van zijn derde symfonie. In september 1986 zat Lutosławski zelf in de jury voor de Grawemeyer Award for Composition. De wedstrijd werd gewonnen door György Ligeti en werd afgesloten op 19 september met de Fanfare voor Louisville, een fanfare die hij op 26 augustus had voltooid. Het Louisville Orchestra werd toen geleid door Lawrence Leighton-Smith.  
Lutosławski schreef het voor:
- 3 dwarsfluiten, 3 hobo's, 3 klarinetten, 3 fagotten
- 4 hoorns, 3 trompetten, 3 trombones, 1 tuba
- pauken,  man/vrouw percussie

## Discografie
- Het Louisville Orchestra nam het ook op en gaf het uit in de Louisville Edition
- Uitgave Naxos: Pools Nationaal Radio-Symfonieorkest o.l.v. Antoni Wit opname 2000